# Edmond Dune
Edmond Dune, de son vrai nom Edmond Hermann, né à Athus en Belgique en 1914 de père luxembourgeois et de mère belge (qu’il perd dès l’âge de deux ans, jeunes victimes de la tuberculose) et mort à Luxembourg ville en 1988, est un écrivain, poète et auteur dramatique luxembourgeois de langue française.

## Biographie
Edmond Dune poursuit sa scolarité successivement à Differdange, à Athus, dans un collège religieux à Arlon. Il fait des études d’agronomie aux universités de Louvain, de Bruxelles et de Nancy. En 1935, il opte pour la nationalité luxembourgeoise de son père. La guerre approchant, il s'engage dans la Légion étrangère de 1938 à 1943 (1er REI en juin 1939, puis 3e REI à partir d'août 1939) en se déclarant de nationalité belge et avec le nom d'emprunt de Hugues Dardenne. Blessé le 9 mars 1943 près de Bir Halima, il reçoit la croix de guerre 1939-1945 avec citation à l'ordre du régiment. À la fin de son contrat, il rejoint jusqu'en 1945 les rangs de la Luxembourg Battery au sein de la brigade belge dite Brigade Piron, elle-même intégrée dans les forces britanniques. Il participe ainsi aux campagnes de  Normandie, de Belgique et de Hollande. À la fin de la guerre, Edmond Dune se fixe à Luxembourg, où il entre comme journaliste à Radio-Luxembourg (actuellement RTL), profession qu'il exerce jusqu'à sa retraite, en 1979. En 1947, il épouse Margot Gengler avec laquelle il a quatre filles.
Edmond Dune a été un écrivain aux multiples facettes, pourtant complémentaires : poésie, théâtre aphorismes, prose et traduction (de l’allemand et de l’italien).
Poète, il a publié son premier recueil de poèmes Révélations en 1938 aux éditions Le Goéland, suivis d’une dizaine d’autres recueils, dont deux recueils de bilan : en 1973, Poèmes en prose et en 1974, Des rives de l'aube au rivage du soir. En 2011, le tome 1 Poésie de ses œuvres complètes est sorti aux éditions Phi au Luxembourg.
Auteur dramatique, Dune s’est fait connaître en 1957 à Paris où sa pièce Les Taupes, représentée au Théâtre du Vieux Colombier par la troupe de Marcel Lupovici, a connu un accueil favorable de la presse parisienne. D’autres pièces ont été créées au Luxembourg : Les Taupes en 1957, Les Tigres en 1966, Le Puits de Fuentès en 1974, Gloire à Rudois, l’Aumonière, Le dernier Roi en 1993. En 1983, deux tomes regroupent la majorité de ses pièces : Théâtre I (en un acte) en 1982 et Théâtre II (en quatre actes).
Il a collaboré à de nombreuses revues littéraires au Luxembourg et à l’étranger : Les Cahiers Luxembourgeois, qu’il dirigea pendant les années cinquante, La Part du feu, L’Avant poste, Septembre, Le Journal des Poètes, Marginales,... C’est avec Jean Vodaine qu’il lança la revue Dire en 1962 ; relevons aussi sa longue et fructueuse collaboration avec la revue Critique (de 1951 à 1967).
Dès les années cinquante, Edmond Dune s’est aussi adonné à la peinture (pastels, gouaches) et a exposé à plusieurs reprises au Luxembourg.
En 1987, il a été le premier lauréat du Prix Batty Weber, prix national de la littérature luxembourgeoise, qui récompense un auteur pour l’ensemble de son œuvre.

## Œuvre
Poète et auteur dramatique, mais aussi essayiste, prosateur et traducteur de l’allemand et de l’italien, de l’anglais, Dune s’est fait connaître en 1957 à Paris où sa pièce Les Taupes représentée au Théâtre du Vieux Colombier par la compagnie Marcel Lupovici a connu un accueil favorable de la presse parisienne. D’autres pièces, Les Tigres, Le Puits de Fuentès, Gloire à Rudois ont été créées en 1966 et en 1974 au grand-duché de Luxembourg.
Edmond Dune a collaboré à de nombreuses revues littéraires (Critique, Le Courrier de Poésie, Dire, Le Journal des Poètes, Origine, Les Cahiers du Sud, La tour aux Puces, La Part du Feu, L’avant–Poste, Les Cahiers Luxembourgeois, Les Feuillets Libres, Marginales, Le Goeland, Soleil, La Quinzaine littéraire, La Dryade, Estuaires, etc.).

### Poésie
- Révélations, Le Goëland, Dinard, 1938.
- Usage du temps, Luxembourg, 1946.
- Corps élémentaires, Nice, 1948.
- Matière première, Nice, 1950.
- Brouillard, Caractères, Paris, 1956.
- Rencontres du veilleur, La Tour de feu, Jarnac, 1959.
- Douze coplas, Vodaine, Basse-Yutz, 1962.
- Jonchets, Vodaine, Basse-Yutz, 1965.
- Almanach, Luxembourg, 1969.
- Remarques, Vodaine, Basse Yutz, 1971.
- Poèmes en prose, Sherbrooke, 1973.
- Des rives de l'aube au rivage du soir, Institut Grand Ducal, Luxembourg, 1974.
- Multiples, œuvre collective, e.a.linographies de Jean Vodaine, Centre d’action Culturelle, Saint-Avold, 1986
- Œuvres Complètes – tome 1 Poésie, préface Jean Portante, Editions Phi, Luxembourg, 2011.

Livre d’artistes en collaboration
- XXIV poèmes pour cœur mal tempéré, poèmes inédits de Edmond Dune, copiés et ornés par Jean Vodaine à l’occasion de la création de la pièce Les Tigres le 26 octobre 1966 à Esch-sur-Alzette, exemplaire unique et entièrement manuscrit, dédié « A Leurs Altesses royales Monseigneur le Grand-Duc et Madame la Grande-Duchesse de Luxembourg », exemplaire unique, collection grand-ducale, 1966.
- XXIV poèmes pour coeur mal tempéré, gravures de Jean Vodaine, Vodaine, Basse-Yutz, 1967.
- L'anneau de Moebius, eaux-fortes de Roger Bertemes, Editions d’art, Club 80. Luxembourg, 1973.
- La roue et le moyeu, gravures de Roger Bertemes, Galerie Simoncini Editeur, Luxembourg, 1983.
- Multiples, œuvre collective, lithographies Alain Hurstel, sérigraphies de Daniel Depoutot, linographies de Jean Vodaine, Centre d’action culturelle, Saint-Avold, 1986.
- Tropiques, avec des dessins de Thierry Lambert., exemplaire unique, fond BNL, Vodaine, Baslieux, 1992.
- Trente coplas, avec des gravures de Jean Vodaine, 100 exemplaires, Baslieux, 1994.
- Honchets, 24 poèmes français, avec des dessins à la main de Jean Vodaine, exemplaire unique, fond BNL, Baslieux, 2000.

### Théâtre
- Agathe et Baudéa, pastorale pour marionnettes, Cahiers luxembourgeois, Luxembourg, 1946.
- Chimères, Cahiers luxembourgeois, Luxembourg, 1954.
- Les Taupes, drame en quatre actes, collection Les Planches, Vodaine, Basse-Yutz, 1953.
- Un rêve, Cahiers luxembourgeois, Luxembourg, 1957.
- Gloire à Rudois: farce en 1 acte, La Tour aux Puce, Basse-Yutz, 1958.
- Le tambourin et la guitare, quatuor dramatique, Vodaine, Basse-Yutz. 1962.
- Le dernier roi, comédie en un acte, AGEL, Luxembourg. 1962.
- Les Tigres, pièce en quatre actes, Centre grand ducal d’art dramatique, Luxembourg, 1966.
- Le Puits de Fuentès, drame en quatre actes, Luxembourg, SELF, 1973.
- Théâtre I (Pièces en un acte), Institut Grand-Ducal, Luxembourg, 1982.
- Théâtre II (Pièces en quatre actes), Institut Grand-Ducal, Luxembourg, 1983.
- Œuvres Complètes, tome 2 Théâtre, préface Frank Wilhelm, CNL, Editions Phi, Luxembourg, 2018.

### Essais
- Remarques, Vodaine, Basse Yutz, 1971.
- À l'enseigne de Momus, Pensées et maximes, RTL Édition, Luxembourg, 1984.

### Prose
- Patchwork, textes en prose, Éditions Phi, Echternach, Luxembourg, Phi, 1989.

### Roman
- Les hasards de Paris (inédit)

### Collaborations
- Un poète témoin de la défaite allemande : Borchert, in Critique, no 59, 1952
- Joseph ROTH, in Critique, no 147-148, 1959
- La graphologie, in Critique, no 48, 1951
- La littérature allemande du baroque, in Critique, no 219-220, 1965
- La place de Wallace Stevens dans la poésie américaine, In Critique, no 209, 1964
- La poésie moderne dans l'Air du temps, in Critique, no 119, 1957
- Le test de Szondi, in Critique, no 45, 1951
- Lenz et le Sturm und Drang, in Critique, no 128, 1958
- Lichtenberg, in Critique no 240, 1967
- L'opéra fabuleux de Paul Klee, in Critique 201,1964
- Monique Saint-Hélier ou le temps retrouvé, in Critique, no 109, 1956
- Paul Léautaud, in Critique, no 92, 1955
- Tchékhov et son théâtre, in Critique, no 98, 1955
- Théâtre et Poésie, in Critique, no 90, 1954
- Un poète matérialiste: Georg Büchner I, in Critique, no 73, 1953
- Un poète matérialiste: Georg Büchner II	, in Critique, no 74, 1953
- Caractères et Caractérologues, in Critique, no 116, 1957
- Le test de Szondi, in Critique, no 45, 1951
- La graphologie, in Critique, no 48, 1951
- Paul Léautaud, in Critique, no 92, 1955
- Schizophrénie et psychanalyse, Journal d'un schizophrène de Sechehaye, in Critique, no 49, 195
- Les sciences psychologiques et la guerre, note1 in Critique, no 57, 1952

### Adaptations et traductions faites par Edmond Dune
- Lune rouge ou gibier blanc, Chansons indiennes, traduites de l’allemand, La Tour aux puces, no 1, Basse-Yutz, 1958.
- Poètes italiens d'aujourd'hui, édition bilingue, Armand Pfeiffer, Luxembourg, 1965.
- Novalis : Monologues, Dire no 1, Nouvelle série, couverture F Michel, Basse-Yutz, 1966.
- Martin Bruber : Le livre démoniaque, Dire no 2, Nouvelle série, Basse-Yutz, 1966.
- William Blake : Proverbes de l'enfer, Dire no 2, Nouvelle série, Basse-Yutz, 1966.
- Friedrich Hebbel : Aphorismes, Origine, n°V, Luxembourg, 1967.
- Walter von der Vogelweide : Sous les tilleuls, Origine, n°VI, Luxembourg, 1967.
- Georg Trakl : Métamorphose du mal, Dire no 6, couverture Jean Vodaine, Basse-Yutz, 1968.
- Annarosa Panaccione : L'œillet espagnol, poème, traduit de l'italien, Dire no 6, Couverture Jean Vodaine, Basse-Yutz, 1968.
- Georg Trakl, Décadence Le sommeil, Origine, no 4, 1966.

### Traductions de textes d'Edmond Dune
- La mort de Kleist / La morte di Kleist, traduction en italien de Luigi Mormino, Club 80, Luxembourg, 1974

### Enregistrements sonores
- Le Tambourin et la guitare, quatuor dramatique pour 4 personnages : enregistrement sonore, texte d’Edmond Dune, musique de René Mertzig en 1958, créé en 1984 dans le cadre du festival LGNM à Wasserbillig et publié in Prélude, TOL, Luxembourg, L.G.N.M., 1984
- Enfantines, poème pour récitant et orchestre : enregistrement sonore, texte d’Edmond Dune, musique de René Mertzig en 1956, CLT Multi Media, Luxembourg, 1991.
- La chanson du vent, Les saisons de l'amour, Sous les tilleuls : enregistrement sonore, textes d’Edmond Dune, musique de Norbert Stelmes, CLT Multi Media, Luxembourg, 1992.
- Hivernale, trois mélodies sur des poèmes d’Edmond Dune pour soprano, tenor et piano : enregistrement sonore, texte d’Edmond Dune, musique de Camille Kerger, créé en octobre 2014 au CNL et publié chez LMP Luxembourg Music Publishers, Luxembourg, 2015.

## Distinctions littéraires
- Prix de l’Avant-Poste, Belgique.
- Prix national de littérature française, Luxembourg, 1957.
- Prix France - Luxembourg pour l’ensemble de son œuvre, France-Luxembourg, 1979.
- Prix Batty Weber, prix national de la littérature luxembourgeoise qui récompense un auteur pour l'ensemble de son œuvre, Luxembourg, 1987.